# 食品偽装問題
食品偽装問題（しょくひんぎそうもんだい）とは、食品に対して何らかの偽装を行う行為（食品偽装）によって起こる問題のことである。事件化されたものについては食品偽装事件とも言う。
食料品の小売り・卸売りや飲食店での商品提供において、生産地、原材料、食品添加物、消費期限・賞味期限、食用の適否などについて、本来とは異なった表示を行なった状態で、流通・市販がなされることがある。販売以外の目的で偽装を行う場合もある（牛肉偽装事件など）。

## 偽装の種類
- 産地偽装 - 生産地や食肉部位などを偽って表示する。
- 原材料偽装 - 原材料を偽って表示する。
- 消費期限・賞味期限偽装 - 消費期限および賞味期限を本来より後の日付に偽って表示する。精肉の場合、日付の書かれたラベルの付いたパックを張り替えることからリパックと呼ばれる。通常は風味の衰えが分からないように生肉から味付け肉に作り変えられてリパックされるが、悪質な場合においては生肉のままリパックされる。
- 食用の適否の偽装 - 食用でないとされたものを食用と偽って販売する。

飲食店のメニューに産地や原材料を偽って掲載することはメニュー偽装と呼ばれる。 

## 主な食品偽装事件
発覚した時期の順に示す。
- C&Bカレー粉事件（1931年） - 当時最高峰とされていた英国C&B社の純正カレー粉に、日本国産のカレー粉が混入あるいは完全に擦り替えられていた事件。この事件は逆に国産カレー粉の品質の高さを裏付けることとなり、現在のハチ食品などが当時生産していた国産カレー粉の普及につながった。
- 東駒酒造二重ラベル事件（1970年）- 福島県棚倉町にあった東駒酒造が、二級酒の日本酒に特級酒のラベルを貼って販売していた偽装行為が発覚。東駒酒造は東北地方でも生産量で上位に顔を出す大手酒造メーカーであったが、販売先の約90%を占めていた生協組織が一斉に取引を中止したため、信用と販売ルートを一気に失い深刻な経営危機に陥った[1]。
- 牛肉偽装事件（2001年） - BSE対策事業の国産牛肉買い取り事業を悪用し、複数の食肉卸売業者が輸入牛肉を国産牛肉と偽って国に買い取りを要請し、補助金を詐取した事件。
  - 雪印牛肉偽装事件 - 雪印食品による上記事件。
  - ハンナン事件 - ハンナンによる上記事件。
  - フジチクによる上記事件。BSE関連の牛肉偽装事件では最大規模で、雪印食品とも関連があり、ハンナンとも結託して偽装していた。
  - 日本ハム国産牛肉偽装事件 - 日本ハム関連会社による上記事件。
- 飛騨牛偽装事件（2003年） - 岐阜県養老町の丸明が肉質などの偽装表示を行っていた事件。
- ミートホープによる豚肉・鶏肉等の混入挽肉販売（2007年）
- 石屋製菓による「白い恋人」の賞味期限偽装（2007年8月）
- 赤福餅の消費期限偽装（2007年10月）
- 船場吉兆（2007年） - 産地偽装や賞味期限偽装に加え、食べ残しの再提供など他の問題も発覚した。
- 事故米不正転売事件（2008年9月） - 三笠フーズ（大阪市）・浅井（名古屋市）・太田産業（愛知県宝飯郡小坂井町[注釈 1]）による事故米食用偽装転売
- 大和屋商店による食肉偽装販売（2011年） - 肉の提供を受けた焼肉酒家えびすの不適切な処理もあり、ユッケ集団食中毒事件に発展した。
- 浪花酒造による大吟醸酒原材料偽装（2013年2月）
- 馬肉混入問題（2013年） - イギリスやアイルランドで牛肉を使用していると謳った食品に馬肉が混入していることが発覚した。
- 食材偽装問題（2013年） - 2013年に大手ホテル・百貨店レストラン等のメニュー表示における、産地や食材の種類に関する虚偽表示・偽装表示が相次いで発覚した。
- 木曽路による松阪牛メニュー偽装（2014年）
- 産業廃棄物処理業者による不正転売事件（2016年） - 産業廃棄物処理業者から賞味期限切れ食品を購入した食品卸売業による転売も行われていた[2]。
- 神戸サカヱ屋食肉偽装事件（2019年） - 11月、精肉卸店の神戸サカヱ屋が「和牛」と偽って交雑種の牛肉を販売していたとして、肉を仕入れていた神戸の焼肉店経営会社が[3]不正競争防止法違反の疑いで同社を刑事告発した[4][5]。兵庫県は2020年2月5日までに同容疑と、さらにブランド豚肉「ひょうご雪姫ポーク」でもブランドを偽っていたとして、食肉計約6トンの偽装販売を認定したことを明らかにした（牛肉では0.5トンの不正を確認）[6]。同社は業界団体から改善指導を受けた2019年4月以降も牛肉の偽装を続けていた。
- アサリ産地偽装問題（2022年）

## 関連する法令
- 刑法（詐欺罪）
- 食品安全基本法
- 食品衛生法
- 農林物資の規格化及び品質表示の適正化に関する法律（JAS法）
- 不正競争防止法
- 不当景品類及び不当表示防止法（景表法）
- 消費者基本法